# Axé

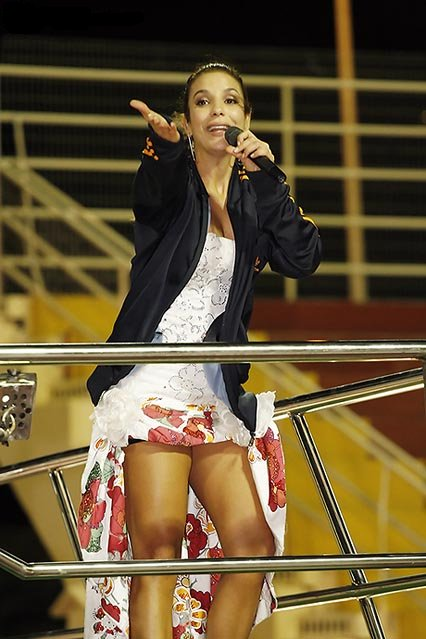
Ivete Sangalo en Florianópolis.

El axé (pronunciado /ashé/ en español) es un movimiento musical muy popular, surgido en el estado de Bahía (Brasil), que se inició en la década de 1980 y que alcanzó la madurez en la década siguiente. Axé es una palabra en idioma yoruba cuyo significado es ‘energía positiva’ y ‘fuerza vital’. Esta música se expandió rápidamente por todo Brasil y por gran parte de América, principalmente en Argentina, Bolivia, Chile, Ecuador, Paraguay,  Perú y Uruguay.

Se encuentra enraizada en varios movimientos musicales como la samba, el frevo, el funk carioca y el reggae. Muchos aseveran que fueron los ritmos afro, la fuerza del Carnaval de Bahía (Carnaval de Salvador) y sus potentes tríos eléctricos, los que impulsaron esta música. 
En sus coreografías incorpora aspectos de samba-reggae, frevo, afro, afoxé, hip hop, danza contemporánea e incluso el aeróbic. Como muchos de los ritmos brasileros, este se destaca por su capacidad para transmitir alegría y movilizar a la gente hacia las pistas de baile. Rápidamente se posicionó como unos de los ritmos más importantes del país en la última década del siglo XX.

## Orígenes
El axé como concepto no se trata exactamente de un género o movimiento musical, al menos no fue creado para esos efectos. Axé es un saludo religioso usado en Brasil desde hace muchos años en el candomblé y en la umbanda (culto religioso bahiano), su significado: energía positiva. 
Los orígenes del ritmo axé están en los años cincuenta cuando Dodô y Osmar empezaron a tocar rudimentarias guitarras eléctricas encima de un coche de marca Ford. Nacía allí el Trío Eléctrico, atracción de los carnavales que crece cada vez más incluso hasta nuestros días. Ellos tocaban ritmos africanos como el ijexá y brasileños como el maracatú y la samba. Una poderosa mezcla llena de sabor compartida alegremente.
La ciencia de hacer la música axé estaba en hacer poco caso de las dificultades de la vida, mirando las cosas desde una perspectiva solamente positiva y feliz, actitud característica del pueblo de Bahía convirtiéndose en un estilo de vida donde uno solo pone las energías en ser feliz.

## Compositores
Algunos de los compositores y cantantes más importantes de música axé son Ivete Sangalo, Daniela Mercury, Jauperí, Roque Carvalho, Tatau, Carlinhos Brown, Tonho Materia, Luiz Caldas y Pierre Onasis. Además del compositor chileno Álvaro Scaramelli que compuso algunas canciones de la banda Axé Bahia bajo el seudónimo de Topinho.
Bandas exitosas del estilo son Cheiro de amor, Banda Eva, Timbalada, Bamda Mel, Chiclete com Banana y Olodum, BaianaSystem.

## El axé en los últimos años
En los últimos años el Axé ha estado en decadencia debido a que las canciones nuevas no tienen la misma fuerza que las antiguas. Las bandas han estado lanzando DVD en sus espectáculos, como por ejemplo la Bahiana. Ivete Sangalo repopularizó sus antiguas canciones y revivió el Carnaval de Salvador.

## Festival de verano
Una fiesta muy popular que se festeja en enero (antes del carnaval) es el Festival de Verano. En este festival (celebrado en Salvador) se presentan las bandas más relevantes de la música axé. Los shows son objetos de DVD que son comercializados y emitidos por el canal Globo TV.